# OpenTTD

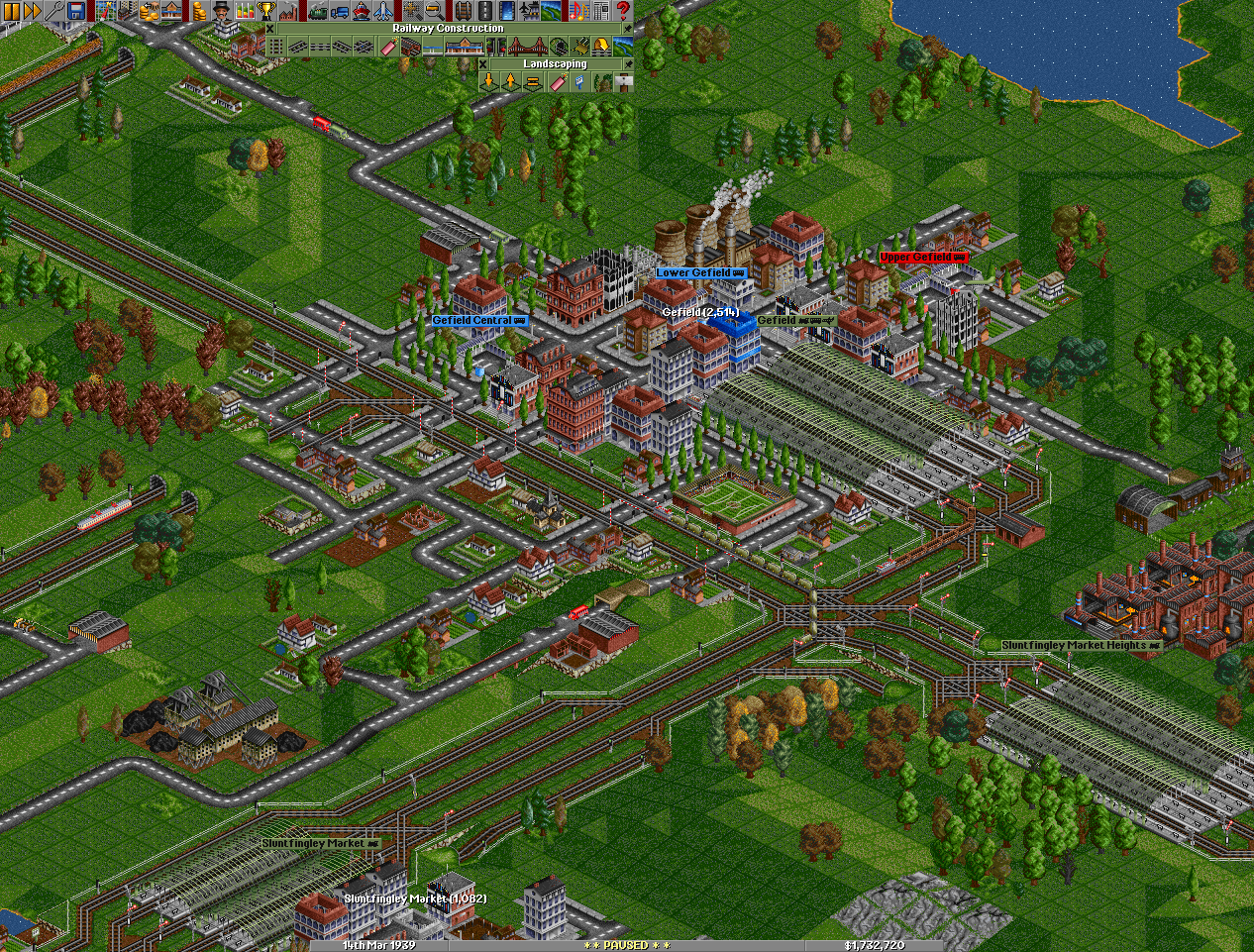
Egy város madártávlatból

Az OpenTTD (Open Transport Tycoon Deluxe) a Chris Sawyer által írt, Microprose által 1995-ben kiadott Transport Tycoon Deluxe című játékának nyílt forráskódú klónja, melyet az eredeti játék visszafejtése után C (a 0.6.0-s verzió óta C++) nyelven írtak. A készítők igyekeztek megtartani az eredeti játék alapelemeit és hangulatát, ugyanakkor sok új funkciót is beépítettek, amik közül talán a legjelentősebb a többjátékos mód lehetősége, amivel akár 255 játékos is játszhat egyszerre LAN-on vagy nyilvános internetes szervereken. Az OpenTTD GPL licencű, tehát szabadon terjeszthető és a forráskódja is elérhető.
A játékban feladatunk egy újonnan alapított szállítmányozó vállalat felvirágoztatása. Ehhez 4 különböző közlekedési ágazatot vehetünk igénybe: vasút, közút, repülés, hajózás. Mindegyiknek megvannak a maguk előnyei és hátrányai. A cél az, hogy a lehető legtöbb árut és utast szállítsunk minél több helyre, minél gyorsabban. Minden elfuvarozott áruért és utasért a gyorsaság és a távolság függvényében bizonyos mennyiségű pénzt kapunk, amiből tovább építhetjük birodalmunkat.

## A Transport Tycoon története
A Transport Tycoon (TT) 1994-ben készült el és a maga idejében óriási népszerűségnek örvendett köszönhetően az akkori hasonló stílusú játékokhoz képest gyönyörű grafikájának, na és persze a magával ragadó játékmenetnek. Az 1995-ben kiadott Transport Tycoon Deluxe (TTD) ezt a játékmenetet javította tovább sok új funkcióval, többek között 4 különböző tereptípussal, maglev vasutakkal, vagy az egyirányú vasúti jelzésekkel. Bár a játék újfent igen sikeresnek bizonyult, elmaradt a folytatás (leszámítva a Sawyer által csak a "Transport Tycoon szellemi örököseként" emlegetett, 2004-ben kiadott Locomotion-t, mely - köszönhetően idejétmúlt grafikájának és a jelentős újítások hiányának - nem aratott osztatlan sikert).

### A TTDPatch megjelenése
1996-1997 körül Josef Drexler látott neki, hogy a TTD néhány hibáját kijavítsa, és a javító programnak a TTDPatch nevet adta. Eredetileg csak kisebb hibajavításokat, fejlesztéseket tartalmazott a patch, ám idővel bővült az új funkciók listája, így megjelent például a NewGRF-ok támogatása, vagy például a villamosok építésének lehetősége. A legfrissebb stabil verzió 2007. április 19-én készült el.

### A windowsos verzió
A Windows 95 térnyerésével azonban kezdett felszínre jönni a TTD egyik legnagyobb hiányossága. A játékot ugyanis Assembly nyelven írták, ami nem volt igazán jól portolható. A FISH Technology Group 1996-ban ezért elkészítette a játék Win95-ös, sajnálatosan hibáktól nem mentes portját, amit azonban a Microprose (később Hasbro Interactive) csak 1999-ben adott ki a "The Tycoon Collection" című csomagban, ami a TTD-n kívül a Railroad Tycoon 2 és a RollerCoaster Tycoon című játékokat is tartalmazta.

### Az OpenTTD születése
A TTDPatch újításai nagyszerűek voltak, ám mivel Assembly-ben írták, és az eredeti program kódjának módosításával működött, igen sok potenciális funkció volt, amit lehetetlennek tűnt vele kivitelezni. 2003-2004-ben azonban Ludvig Strigeus (a ScummVM és a µTorrent megalkotója) kódvisszafejtéssel C nyelvre fordította a játékot, majd Owen Rudge, az egyik legnagyobb TT fórum és portál működtetőjének segítségével nekikezdtek az OpenTTD fejlesztésének és egy OpenTTD közösség megteremtésének, amely azóta is folyamatosan gyarapszik, a program pedig a mai napig újabb és újabb funkciókkal bővül.

### TTDPatch vagy OpenTTD?
Természetesen a két hasonló céllal készült javítás tábora között igen sokáig ment a vetélkedés, hogy vajon melyik a jobb. Eleinte a TTDPatch rendelkezett több, látványosabb funkcióval, hiszen körülbelül 6 év előnyben volt, ám köszönhetően a C, majd később a C++ kódnak az OpenTTD folyamatosan behozta hátrányát. A NewGRF kezelésének drasztikus javulásának köszönhetően 2007 közepén több TTDPatch fejlesztő is az egyszerűbben és gyorsabban kódolható OpenTTD-hez csatlakozott, ám a projektnél maradók továbbra is igyekeznek folytatni a munkát. 

### OpenTTD 1.0.0
Az OpenTTD futtatásához eleinte szükség volt az eredeti játék néhány grafikus, hang- és zenei fájljára. Ez a függés szűnt meg az 1.0.0-s verzió megjelenésével: ezután a játékosnak lehetősége van szabadon hozzáférhető grafikák (OpenGFX), hangok (OpenSFX) és zenék (OpenMSX) használatára.

## Újdonságok az eredeti játékhoz képest
Mivel a játék napról napra fejlődik, ezért a lista természetesen nem teljes.
- Jelentősebb változtatások az eredeti játékhoz képest:
  - nagyobb térképek
  - több jármű
  - stabil többjátékos mód: akár 255 kliens vehet részt a játékban a 15 vállalat egyikének vezetőjeként vagy megfigyelőként
  - dedikált szerver mód és in-game konzol az adminisztrációhoz
  - IPv6 támogatás
  - fejlettebb útvonalkereső algoritmus
  - fejlettebb terraformálás és építő eszközök
  - csatorna-, akvadukt- és zsilipépítés
  - nagyobb állomások, közeli állomások összekapcsolása
  - ellenőrző pontok
  - óriás- és többmozdonyos vonatok
  - változtatható járműgyorsulási modellek
  - járművek másolása, automatikus cseréje és felújítása
  - áthajtó megálló buszok és teherautók számára
  - járművek csoportokba rendezése
  - menetrend megosztás és másolás
  - átdolgozott utasításrendszer járműveknek
  - lehetőség van lejtőre és partra építkezni
  - hosszabb és magasabb hidak, két új híd típus, valamint a hidak alatt szabad út- és sínépítés
  - átdolgozott repülőtér rendszer új repülőtér és helikopterleszálló típusokkal
  - elő-, kombó-, és végszignálok, szemaforok, valamint útvonal alapú jelzésrendszer
  - helyi önkormányzat lefizetésének lehetősége
  - több fa építése egy helyen
  - rengeteg új beállítási lehetőség
  - NewGRF támogatás
  - mentések zlib tömörítése
  - többféle MI letöltésének és használatának (vagy akár létrehozásának) lehetősége
  - online tartalomletöltő rendszer (térkép, MI, NewGRF)
  - több mint 50 nyelv támogatása (köztük a magyar is)
  - dinamikus városnevek több mint 18 nyelven (magyar is)
- A kényelmesebb használatot segítő újdonságok:
  - vágányok átalakítása eszköz
  - drag&drop támogatás szinte mindegyik eszközhöz (rombolás, út/vasút/állomás építés/rombolás, pályaszerkesztő…)
  - a legtöbb lista (járművek, városok, állomások, gyárak…) tetszés szerint rendezhető
  - egér görgő támogatása
  - egész vonat eladása egy kattintással
  - "shift" billentyűvel minden építkezés várható költségét megtudhatjuk
  - haladó beállítások kezelése játékon belül
- Grafikai, illetve felhasználói felületet érintő újdonságok:
  - változtatható alap grafikus-, hang- és zenei csomag
  - objektumok átlátszósága beállítható
  - a képmentések formátuma lehet BMP, PNG és PCX is
  - több pénznem
  - több nézeti ablak létrehozásának lehetősége
  - felbontás és képfrissítési gyakoriság megválasztásának lehetősége teljes képernyős módban
  - megadott dátum után színes újsághírek megjelenése, valamint a hírek szűrésének lehetősége
  - a járművek profitja színesen jelenik meg
  - játék gyorsításának lehetősége
  - az ablakokat lehet rögzíteni, egymáshoz ragasztani, valamint összecsukni (ilyenkor csak a címsor látszik)
  - új gyorsbillentyűk
  - a betűméret és a tartalom által teljesen skálázható felhasználói felület

## NewGRF
A NewGRF eredetileg a TTDPatch újdonsága volt, ám az OpenTTD-be is beépítették használatát. A NewGRF nem más, mint egy módszer új grafikák, járművek, épületek, rakománytípusok és ipari létesítmények a játékba való telepítésének, ugyanakkor a meglévő elemekre is hatással lehet kezdve a járművek sebességétől a különböző hangeffektekig.
Használatuk egyszerű, a játék data könyvtárába kell másolni a letöltött .grf kiterjesztésű fájlt, majd a játék főmenüjében a NewGRF beállítások (angolul NewGRF settings) menüben egyszerűen telepíthetjük azt. Ha ezután új játékot kezdünk, az már tartalmazni fogja a módosításokat.
Fontos megjegyezni, hogy lehetnek olyan NewGRF fájlok, melyek nem működnek az OpenTTD alatt. Ennek oka, hogy eredetileg a TTDPatch-hez kezdték készíteni őket, és nem teljes a kompatibilitás a két program NewGRF kezelése között.

### Magyar NewGRF-ek
Az OpenTTD-hez két hazai csapat is készít - elsősorban magyar vonatkozású - NewGRF-eket. Az elsőként megjelenő magyar NewGRF-készítő csapat, a Hungarian Set, mely az OpenTTD FanSite tulajdona, jelenleg három játszható GRF-ből áll: az egyik a magyar vonatokat tartalmazó MÁV-Set, a második a játék útjait magyar utakra cserélő Hungarian Road Set, és a harmadik az Ikarus Autóbuszok GRF, mely a magyar autóbuszokat modellezi le. 
Továbbá rendelkeznek egy készülő GRF-el is, a Hungarian Truck Settel, amellyel a Magyarországon közlekedő közúti járművekkel játszhatunk majd. Készülőfélben van a MÁV-Set legújabb verziója, melyben rengeteg javítás, illetve új vonatok is lesznek, valamint a tervek között szerepel még magyar házakat illetve állomásokat tartalmazó NewGRF-ek megalkotása is.
Az OpenTTD-Hungary portál fejlesztőcsapata több programot is indított, többek között a Mahart-Set, a Malév-Set, a HunVehicles-Set és a Gysev-Set létrehozására, ezek nagy része még nem készült el, de szintén ígéretesnek látszanak.

## Magyar szcenáriók
A játékba épített pályaszerkesztő segítségével a játékosnak lehetősége van szabadon térképeket készíteni. Egy komplex pálya elkészítése azonban hosszú időbe is telhet, és ezt nem mindenki engedheti meg magának. Aki mégis szeretne ilyen pályákkal játszani, annak megoldást jelenthetnek a Dunaferr Studio által készített szcenáriók, amiket a csapat az OpenTTD-Hungary portálon tesz közzé.

## Platformok
Míg az eredeti Transport Tycoon Deluxe MS-DOS, Windows 95 és Windows 98 rendszeren futott, addig az OpenTTD - köszönhetően a C/C++ forráskódnak és az SDL (Simple DirectMedia Layer) platformfüggetlen multimédiakezelő könyvtárnak - a következő operációs rendszereken fut:
- Linux
- Solaris
- BSD, ezen belül főként FreeBSD, NetBSD, OpenBSD
- Microsoft Windows 95
- Microsoft Windows 98
- Microsoft Windows ME
- Microsoft Windows 2000
- Microsoft Windows XP
- Microsoft Windows Vista
- Microsoft Windows 7
- Microsoft Windows 8
- Microsoft Windows 10

Valamint
- AmigaOS (nem hivatalos; legújabb verzió: 0.4.7)
- BeOS (legújabb verzió: 2006. május 30-i SVN)
- Apple iPhone / iPod Touch (nem hivatalos)
- Maemo (nem hivatalos; legújabb verzió: 0.4.7)
- MorphOS
- Nintendo DS (nem hivatalos; legújabb verzió: az r12083-re épülő alpha5)
- OS/2
- Palm OS 5 (nem hivatalos)
- Pocket PC (nem hivatalos)
- PSP (nem hivatalos; legújabb verzió: 0.5.3)
- SkyOS (nem hivatalos)
- Zaurus PDA (nem hivatalos; legújabb verzió: 0.3.2.1)
- GP2X (nem hivatalos)
- ReactOS (nem hivatalos)